# 胡達源
胡達源（1778年—1841年），字清甫，號雲閣，室名文妙香軒、聞妙香室。湖南省長沙府益陽縣（今益陽市赫山區）人，清朝政治人物、理學家。

## 經歷
父親胡顯韶為諸生，博覽經書、史書，以《小學》、《近思錄》、《大學衍義》教導子弟，以身體力行為宗旨。
胡達彥六歲時就由祖父教導古人嘉言善行，有感觸。成年後秉承父親、師長教誨，不敢放縱安逸。

### 入仕
嘉慶二十三年（1818年）戊寅北闈舉人。
嘉慶二十四年（1819年）己卯恩科探花。授翰林院編修。 
道光元年（1821年）：翰林院散館，授國子監司業，充《大清仁宗睿皇帝實錄》纂修官。
二年（1822年）：國子監司業。道光帝欣賞胡達源修書有方法，召其對談，命擢為實錄纂修提調官，總領實錄館事務。
八年（1828年）：國子監司業，四月二十八日以國子監司業充任雲南鄉試正考官、提督貴州學政。
- 貴州有吳甲父子，橫行霸佔一縣，黨羽遍布府縣，曾羞辱學政，將之絆倒。胡達源上任後完全揭發其奸狀，以法處置，整個府都稱讚叫好。
- 任滿回京，遇饑荒，在清白口設廠賑濟糧食，仿行富弼青州法，每人發給五天糧食，男女分別發放，升斗以票計量，胡達源親自執行驗發。同僚官員猜疑這做法違反成例，胡達源引用古義、配合當時情形上奏說明，道光帝嘉獎採納之。後升翰林院侍講學士。

十三年（1833年）：詹事府少詹事，大考，兼日講起居注官。九月十一日充武會試總裁。因總裁失察、屈抑人才，遭降職為翰林院侍講，隨即因丁憂離職回籍。
二十一年（1841年）卒於家鄉，年六十四。 

### 學問
胡達源為學，重自我督促、深入精微處研究，曾對兒子胡林翼說：「孟子言充無穿窬之心，穿窬可免也，穿窬之心不易免也。人能無愧此心，則無愧君父矣。」又說：「孟子推至以言餂之，以不言餂之，有意探取於人，即為穿窬之類。其用情最隱，其為事易忽，其用力防閑愈密，擴充之即是聖賢。」所著《弟子箴言》自序說：「士莫先於奮志氣，而學問則擇執之；功莫切於正身心，而言語則榮辱之。主修其彞倫族黨之誼，謹其直諒便佞之閑，嚴其禮教範圍之防，辨其義利公私之界。謙讓節儉，善之修也；驕惰奢侈，惡之戒也。德備而才全，體明而用達，故以擴才識，裕經濟終焉。」該書融會先前儒士各類學說，紀錄之語句都是心得，有助於教化。壽陽祁寯藻非常推崇。

## 著作
- 《弟子箴言》十六卷
- 《聞妙香軒文集》
- 《長郡會館志》
- 《長郡題名錄》
- 《長郡文武仕宦題名錄》

## 家庭及關聯
- 父：胡顯韶。
- 子：胡林翼。
- 姻婭:陶澍。